# 樋高剛
樋高 剛（ひだか たけし、1965年11月24日 ‐ ）は、日本の政治家。
衆議院議員（3期）、環境大臣政務官（菅直人改造内閣・菅直人第2次改造内閣）、民主党総括副幹事長兼税制調査会副会長、国民の生活が第一幹事長代行（国会担当）などを歴任。妻は、元参議院議員・平野貞夫の次女。

## 来歴
神奈川県横浜市保土ケ谷区出身。横浜市立橘中学校、神奈川県立旭高等学校を卒業後、1986年に早稲田大学社会科学部に入学。早大在学中は早稲田大学応援部に所属し、副将・連盟常任委員などを務めた。また、政治サークル鵬志会に在籍し、大学の先輩でもある松原仁に師事、東京都議会議員選挙にボランティアスタッフとして参加。1990年、大学卒業後、東京海上火災保険勤務を経て、1991年より松原仁の推薦を受け小沢一郎事務所に入所し、書生、秘書を務める。1994年、平野貞夫の次女と結婚。
1998年7月12日、32歳で自身が被選挙権（参議院は30歳）を得て最初の参院選となる第18回参議院議員通常選挙に神奈川県選挙区（定員3名）から自由党公認で立候補し、立候補者15名中241,189票の8位で落選。

### 衆議院議員に初当選
2000年6月25日、第42回衆議院議員総選挙に自由党公認で神奈川7区から立候補。85,340票を集めた現職の鈴木恒夫（自由民主党）・80,189票を集めた首藤信彦（民主党）に次ぐ、37,827票の3位に終わったが、首藤と同様に比例復活で初当選。
2003年、自由党の合併により民主党所属となる。同年11月9日の第43回衆議院議員総選挙では、神奈川7区民主党の現職首藤との間で候補者調整が行われ、樋高は7区と隣接する神奈川18区からの立候補となった。18区での準備期間は短かったが64,879票を集め、58,001票の山際大志郎（自民党）を破り再選。
2005年9月11日、第44回衆議院議員総選挙に民主党公認で立候補。111,787票を集めた山際に対し、77,877票の次点となる。名簿順位2位で重複立候補していたが、惜敗率69.6%の為復活できず落選。
2009年8月30日実施の第45回衆議院議員総選挙に民主党公認で立候補。110,239票を集め、前職の山際を下し3選。
2009年10月7日、民主党副幹事長に就任。2010年6月に党副幹事長を退任。
2010年9月に環境大臣政務官に就任。
2011年6月1日、菅内閣不信任決議案に賛成するため環境大臣政務官の辞表を提出したが、6月2日の衆議院本会議前の民主党代議士会で菅直人首相の早期退陣が示唆されたことから、同決議案の採決では反対票を投じた。6月3日には菅首相からの慰留に応じ、辞表を撤回した。
2011年9月に党総括副幹事長と党税制調査会副会長に就任。
2012年の消費増税をめぐる政局では、野田内閣による消費増税法案の閣議決定に抗議して3月30日に党総括副幹事長の辞表を提出し、4月23日の党役員会で受理された。6月26日の衆議院本会議で行われた同法案の採決では、党の賛成方針に反して反対票を投じた。7月2日には山岡賢次らを介して離党届が提出された。民主党は7月3日の常任幹事会で離党届を受理せず除籍処分とする方針を決定し、7月9日の常任幹事会で正式決定した。
同年7月11日、国民の生活が第一結党に参加した。党幹事長代行（国会担当）に就任。
同年12月16日の第46回衆議院議員総選挙に日本未来の党公認で立候補。25,279票の4位に終わり比例復活もできずに落選した。
2014年12月14日の第47回衆議院議員総選挙に生活の党公認で立候補。20,105票の5位に終わり比例復活もできずに落選した。
2017年の第48回衆議院議員総選挙では、自由党神奈川県連代表だった樋高は神奈川18区から立候補する予定であったが、自由党は野党結集を図るため公認候補を出さない方針を決めた。千葉12区に国替えし希望の党公認で立候補するも、落選。2018年4月に自由党神奈川18区支部長に復帰した。
2020年10月6日、旧立憲民主党と旧国民民主党の合流新党である「立憲民主党」は常任理事会を開き、2名の衆議院小選挙区総支部長を選任した。千葉12区は樋高、神奈川17区は元衆議院議員の神山洋介に決まった。2021年10月31日の第49回衆議院議員総選挙に千葉12区から出馬するも浜田靖一に敗れ、比例復活もならず落選。
2024年10月27日の第50回衆議院議員総選挙でも浜田に敗れ落選。

## 政策・主張
- 憲法改正に反対[29]。
- 原発は日本に必要ない[29]。
- 選択的夫婦別姓制度導入について、「どちらとも言えない」としている[30]。
- 受動喫煙防止を目的に飲食店等の建物内を原則禁煙とする健康増進法改正に賛成。一方で、「東京都子どもを受動喫煙から守る条例」のように、受動喫煙から子どもたちの健康を守るための法律を国レベルで制定することについて「必要ない」と回答している[31]。

## 人物
- 喫煙者である[31]。
- 岡島一正、佐藤公治、松木謙公と並ぶ「小沢側近四天王」の一人[32]だが、第46回衆院選では佐藤を除く3人が、第23回参議院選では佐藤がそれぞれ落選するも、第47回衆院選では松木が、第48回衆院選では岡島や佐藤がそれぞれ当選（後に落選した松木も2021年の補欠選挙で当選）し、第49回衆議院選では松木と佐藤が、第50回衆議院選では松木と佐藤に加え岡島が当選しているため、比例復活を含め唯一落選し続けている四天王となった。
- 2010年1月14日、石川知裕の後援者として事務所に出入りしていた私設秘書が、樋高から「陸山会事務所の証拠隠滅工作に加わった」と聞いたと主張。さらに、樋高から「資料が押収されていたら小沢氏を含め全員逮捕だった」と聞いたとも主張している。さらに、金沢は「小沢氏が記者会見で『国策捜査』と訴えられたのは、証拠資料を隠すことができたから。石川、樋高両氏もそう話していた」とも主張した[33][34]。19日には金沢のこの発言に対し、樋高と、同様に勉強会で名前の挙がった松木謙公、荒井聰 、鈴木宗男の4衆院議員らが強く抗議。松木は「あまりにもウソばかりで、看過できない」として1月19日に金沢元秘書の告訴を表明し[35]、22日には金沢に対し発言の取り消しを求める催告書を送付している[36]。なお、後になって、金沢は、山本有二議員の質問に答えて、自分の民主党公認の議員出馬を石川に断られたことから、石川の私設秘書をやめることになったという経緯を告白している。
- 日本の国際協力－特に青年海外協力隊の活動－を支援する国会議員の会（協力隊議連の会）事務局長[37]

## 選挙歴
| 当落 | 選挙                     | 執行日         | 年齢 | 選挙区         | 政党         | 得票数     | 得票率 | 定数 | 得票順位 /候補者数 | 政党内比例順位 /政党当選者数 |
| ---- | ------------------------ | -------------- | ---- | -------------- | ------------ | ---------- | ------ | ---- | ------------------ | ---------------------------- |
| 落   | 第18回参議院議員通常選挙 | 1998年07月12日 | 32   | 神奈川県選挙区 | 自由党       | 24万1189票 | 6.76%  | 3    | 8/16               | /                            |
| 比当 | 第42回衆議院議員総選挙   | 2000年06月25日 | 34   | 神奈川県第7区  | 自由党       | 3万7827票  | 14.30% | 1    | 3/6                | 1/2                          |
| 当   | 第43回衆議院議員総選挙   | 2003年11月09日 | 37   | 神奈川県第18区 | 民主党       | 6万4879票  | 37.97% | 1    | 1/7                | /                            |
| 落   | 第44回衆議院議員総選挙   | 2005年09月11日 | 39   | 神奈川県第18区 | 民主党       | 7万7877票  | 37.44% | 1    | 2/3                | 25/7                         |
| 当   | 第45回衆議院議員総選挙   | 2009年08月30日 | 43   | 神奈川県第18区 | 民主党       | 11万239票  | 48.82% | 1    | 1/5                | /                            |
| 落   | 第46回衆議院議員総選挙   | 2012年12月16日 | 47   | 神奈川2区      | 日本未来の党 | 2万5279票  | 12.56% | 1    | 4/5                | 6/1                          |
| 落   | 第47回衆議院議員総選挙   | 2014年12月14日 | 49   | 神奈川県第18区 | 生活の党     | 2万105票   | 9.25%  | 1    | 5/5                | 3/0                          |
| 落   | 第48回衆議院議員総選挙   | 2017年10月22日 | 51   | 千葉県第12区   | 希望の党     | 3万6571票  | 19.29% | 1    | 2/4                | 19/4                         |
| 落   | 第49回衆議院議員総選挙   | 2021年10月31日 | 55   | 千葉県第12区   | 立憲民主党   | 5万6747票  | 29.48% | 1    | 2/3                | 15/5                         |
| 落   | 第50回衆議院議員総選挙   | 2024年10月27日 | 58   | 千葉県第12区   | 立憲民主党   | 4万5098票  | 24.15% | 1    | 2/4                | 10/6                         |